# Magrath
Magrath es un pueblo canadiense situado en la provincia de Alberta.

## Superficie
Magrath tiene una superficie de 5,88 km².

## Demografía
En 2021, tenía 2481 habitantes, una densidad poblacional de 422 hab./km², y 830 viviendas.